# R-2 (Rakete)

R-2

Die R-2 (NATO-Codename SS-2 Sibling) war eine sowjetische Kurzstreckenrakete mit Flüssigkeitstriebwerk, die unter der Leitung des Chefkonstrukteurs Sergei Pawlowitsch Koroljow im OKB-1 in den späten 1940er Jahren entwickelt und in den frühen 1950er Jahren gebaut wurde. Ihre Entwicklung basierte auf der deutschen A4 und nutzte Erkenntnisse, die beim Bau der sowjetischen R-1, einer weitgehend baugleichen Kopie der A4, gewonnen wurden. Sie war von 1953 bis 1962 im Dienst und konnte einen Gefechtskopf von 1.000 kg bis zu einer Reichweite von 600 km transportieren.

## Entwicklung
Deutsche Spezialisten um Helmut Gröttrup, die 1946 im Rahmen der Aktion Ossawakim in die UdSSR zwangsverpflichtet wurden, lieferten mit dem parallelen Skizzenprojekt G-1 (R-10) wichtige Ideen: abtrennbarer Gefechtskopf, die Ausführung des Brennstofftanks als tragende Struktur und höhere Zielgenauigkeit.
Die R-2 hatte als erste ihrer Art einen von der Antriebsstufe getrennten Gefechtskopf, der vor dem Wiedereintritt in die Erdatmosphäre vom Rumpf der Rakete gelöst wurde. Damit entfielen die Nachteile der aerodynamischen Belastungen der Trägerstufe während des Wiedereintritts, die Zuverlässigkeit und Präzision beeinträchtigten und eine massivere Struktur erforderten. Ihre Zielgenauigkeit wurde durch ein Funklenksystem zur Seitenkorrektur auf einen Streukreisradius von 1250 m verbessert. Das Triebwerk RD-101 mit 340 kN Schub war eine Weiterentwicklung des auf dem A4-Triebwerks basierenden RD-100 von Walentin Gluschkos OKB-456.
Als Brennstoff diente Ethanol mit 4 % Wassergehalt und als Oxydator wurde weiterhin tiefgekühlter flüssiger Sauerstoff (LOX) verwendet. Die Tanks wurden gegenüber der R-1 verlängert und der Brennstofftank wurde erstmals als tragendes Bauteil für die Rakete ausgeführt, wodurch sich die Reichweite der Rakete wesentlich erhöhte.:172–189
Der erste Testflug fand im Oktober 1950 statt, jedoch versagten die ersten 12 Starts bis Dezember 1950 durch Probleme der Steuerung oder durch die Zerstörung des abgetrennten Gefechtskopfs aufgrund der Hitzeeinwirkung beim Wiedereintritt in die Atmosphäre. Erst beim Test der zweiten Baureihe im Juli 1951 erreichten 12 von 13 gestarteten Raketen das Zielgebiet in 553 km Entfernung.:178–179 Im November 1951 war die Entwicklung beendet, worauf bis 1953 eine größere Anzahl von Raketen in Dienst gestellt wurde. 

## Verwendung
Obgleich die Rakete leistungsfähiger als ihre Vorläuferin R-1 war, wurde sie innerhalb kurzer Zeit obsolet, da für den Start einer R-2 allein sechs Stunden und etwa zwanzig Fahrzeuge benötigt wurden. Ein weiteres Manko war das nach wie vor verwendete steuerungsabhängige Flugleitsystem. Ab 1956 wurde sie durch ihre Nachfolgerin, die R-5, ergänzt und 1962 außer Dienst gestellt.
Der militärische Nutzen der R-2 war durch die geringe Größe ihres Gefechtskopfs (1.000 kg) begrenzt. Für den Einsatz wurde daher zunächst ein radiologischer Behälter „Geran“ (dt. Storchschnabel) vorgeschlagen, der in großer Höhe radioaktiven Abfall als Aerosol verteilen sollte. Nach zwei Versuchen wurde das Projekt im Jahr 1953 eingestellt, weil die Bestückung mit einem Nukleargefechtskopf vorgezogen wurde.:217
Eine Modifikation, die R-2A, wurde für geophysikalische Untersuchungen eingesetzt; mit ihr wurden wie schon mit der R-1 Hunde in den Weltraum transportiert.
Die R-2 wurde entsprechend einem Lizenzabkommen vom 6. Dezember 1957 in China als Dongfeng 1 nachgebaut.